# Airon-Notre-Dame
Airon-Notre-Dame és un municipi francès situat al departament del Pas de Calais i a la regió dels Alts de França. L'any 2007 tenia 197 habitants.

## Demografia

### Població
El 2007 la població de fet d'Airon-Notre-Dame era de 197 persones. Hi havia 69 famílies de les quals 8 eren unipersonals (4 homes vivint sols i 4 dones vivint soles), 20 parelles sense fills, 37 parelles amb fills i 4 famílies monoparentals amb fills.
La població ha evolucionat segons el següent gràfic:
Habitants censats

### Habitatges
El 2007 hi havia 87 habitatges, 70 eren l'habitatge principal de la família, 9 eren segones residències i 7 estaven desocupats. Tots els 86 habitatges eren cases. Dels 70 habitatges principals, 64 estaven ocupats pels seus propietaris, 5 estaven llogats i ocupats pels llogaters i 1 estava cedit a títol gratuït; 2 tenien dues cambres, 7 en tenien tres, 16 en tenien quatre i 45 en tenien cinc o més. 64 habitatges disposaven pel capbaix d'una plaça de pàrquing. A 22 habitatges hi havia un automòbil i a 44 n'hi havia dos o més.

### Piràmide de població
La piràmide de població per edats i sexe el 2009 era:
| Homes | Edats   | Dones |
| ----- | ------- | ----- |
| 0     | 95 o +  | 0     |
| 0     | 90 a 94 | 0     |
| 0     | 85 a 89 | 4     |
| 0     | 80 a 84 | 0     |
| 4     | 75 a 79 | 8     |
| 0     | 70 a 74 | 0     |
| 0     | 65 a 69 | 0     |
| 4     | 60 a 64 | 4     |
| 4     | 55 a 59 | 0     |
| 0     | 50 a 54 | 0     |
| 12    | 45 a 49 | 4     |
| 12    | 40 a 44 | 16    |
| 4     | 35 a 39 | 12    |
| 8     | 30 a 34 | 4     |
| 4     | 25 a 29 | 0     |
| 0     | 20 a 24 | 12    |
| 12    | 15 a 19 | 12    |
| 8     | 10 a 14 | 16    |
| 12    | 5 a 9   | 4     |
| 8     | 0 a 4   | 4     |

## Economia
El 2007 la població en edat de treballar era de 142 persones, 97 eren actives i 45 eren inactives. De les 97 persones actives 93 estaven ocupades (52 homes i 41 dones) i 4 estaven aturades (2 homes i 2 dones). De les 45 persones inactives 17 estaven jubilades, 14 estaven estudiant i 14 estaven classificades com a «altres inactius».

### Ingressos
El 2009 a Airon-Notre-Dame hi havia 74 unitats fiscals que integraven 207 persones, la mediana anual d'ingressos fiscals per persona era de 18.154 €.

### Activitats econòmiques
Dels 5 establiments que hi havia el 2007, 1 era d'una empresa extractiva, 2 d'empreses de construcció, 1 d'una empresa de serveis i 1 d'una empresa classificada com a «altres activitats de serveis».
Els 2 serveis als particulars que hi havia el 2009 eren electricistes.
L'any 2000 a Airon-Notre-Dame hi havia 5 explotacions agrícoles.

## Poblacions més properes
El següent diagrama mostra les poblacions més properes.